# Ruisseau de Larroussagnet
Leruisseau de Laroussagnet est un ruisseau du sud de la France, dans le département du Gers, en région Occitanie, affluent droit de l'Arçon, donc sous-affluent de la Garonne par le Gers.

## Géographie
Le ruisseau de Larroussagnet a une longueur de 9,4 km, il prend sa source au nord du village d'Enjouet, sur la commune de Pessan, à 232 m d'altitude.
Il conflue dans l'Arçon, en rive droite, à l'extrémité nord-ouest de la commune de Montégut, à 141 m d'altitude. 

## Communes et cantons traversés
Dans le seul département du Gers, il traverse cinq communes et trois cantons :
- dans le sens amont vers aval : Pessan (source), Castelnau-Barbarens, Lahitte, Leboulin, Montégut (confluence).

Soit en termes de cantons, il prend source dans le canton d'Auch-Sud-Est-Seissan, traverse le canton de Saramon, et conflue dans le canton d'Auch-Nord-Est, le tout dans l'arrondissement d'Auch.

## Affluents
Le ruisseau de Larroussagnet a quatre affluents référencés dont :
- ? (rg) 1,3 km sur les deux communes de Pessan et Castelnau-Barbarens.
- Le ruisseau des Carrerasses (rd), 2,8 km sur les trois communes de Montégut, Lahitte et Marsan, avec un affluent et un sous-affluent et deux sous-sous-affluents :
  -  ? (rg) 3,4 km sur les trois communes de Montégut, Lussan et Pessan avec deux affluents :
    -  ? 1,4 km sur Montégut et Marsan.
    -  ? 0,9 km sur Montégut.
- Le ruisseau de Leboulin (rd) 4,1 km, avec un affluent :
  - le ruisseau du Baqué (rg) 3,6 km

Le rang de Strahler est donc de quatre.